# Рібейра-де-Пікін
Рібе́йра-де-Пікі́н (ісп. Ribeira de Piquín, МФА: [ri.ˈβei̯.ɾa ðe pi.ˈkĩn]) — муніципалітет і містечко в Іспанії, в автономній спільноті Галісія, провінція Луго, комарка Мейра. Розташоване у північно-західній частині країни. Входить до складу Лугоської діоцезії Католицької церкви. Площа муніципалітету — 72,99 км², населення муніципалітету — 687 ос. (2009); густота населення — 
. Телефонний код — 34 982.

## Назва
- Рібе́йра-де-Пікі́н (гал. і ісп. Ribeira de Piquín, МФА: [ri.ˈβei̯.ɾa ðe pi.ˈkĩn]) — сучасна іспанська і галісійська назва.

## Географія
Муніципалітет розташований на відстані близько 420 км на північний захід від Мадрида, 35 км на північний схід від Луго.

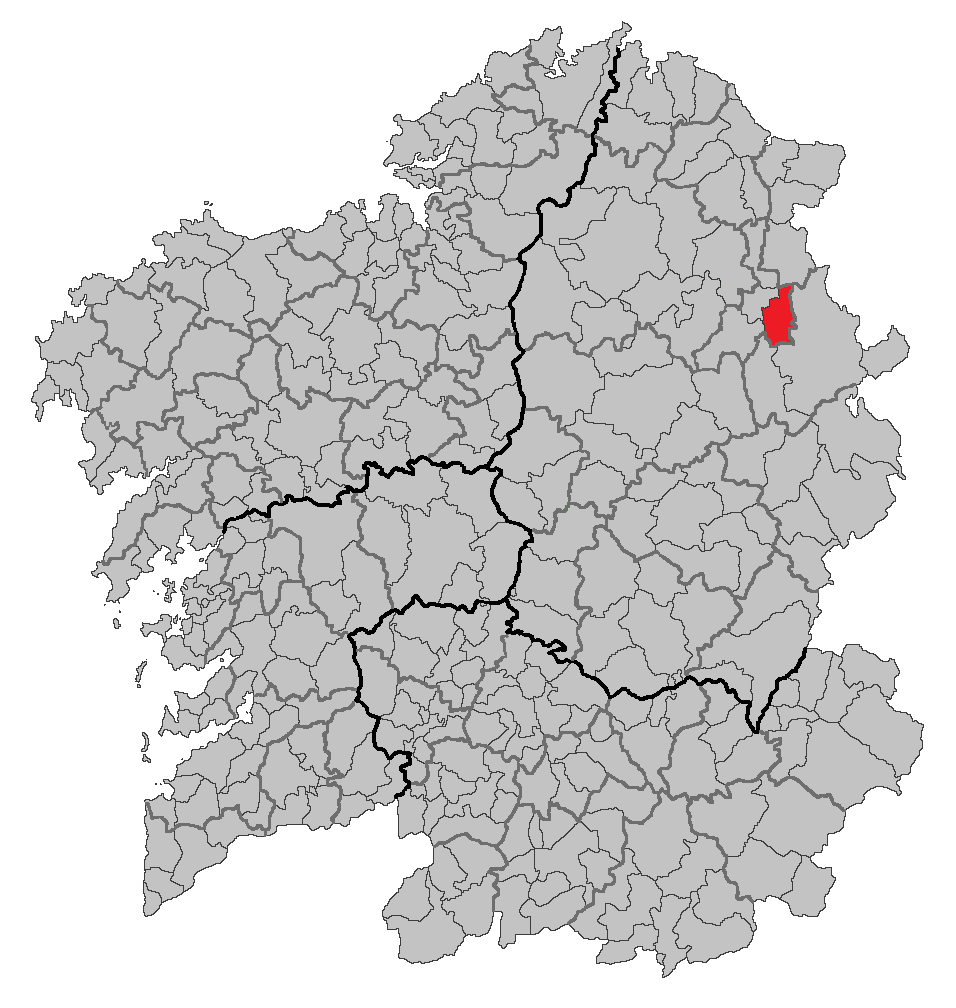
Муніципалітет у Галісії
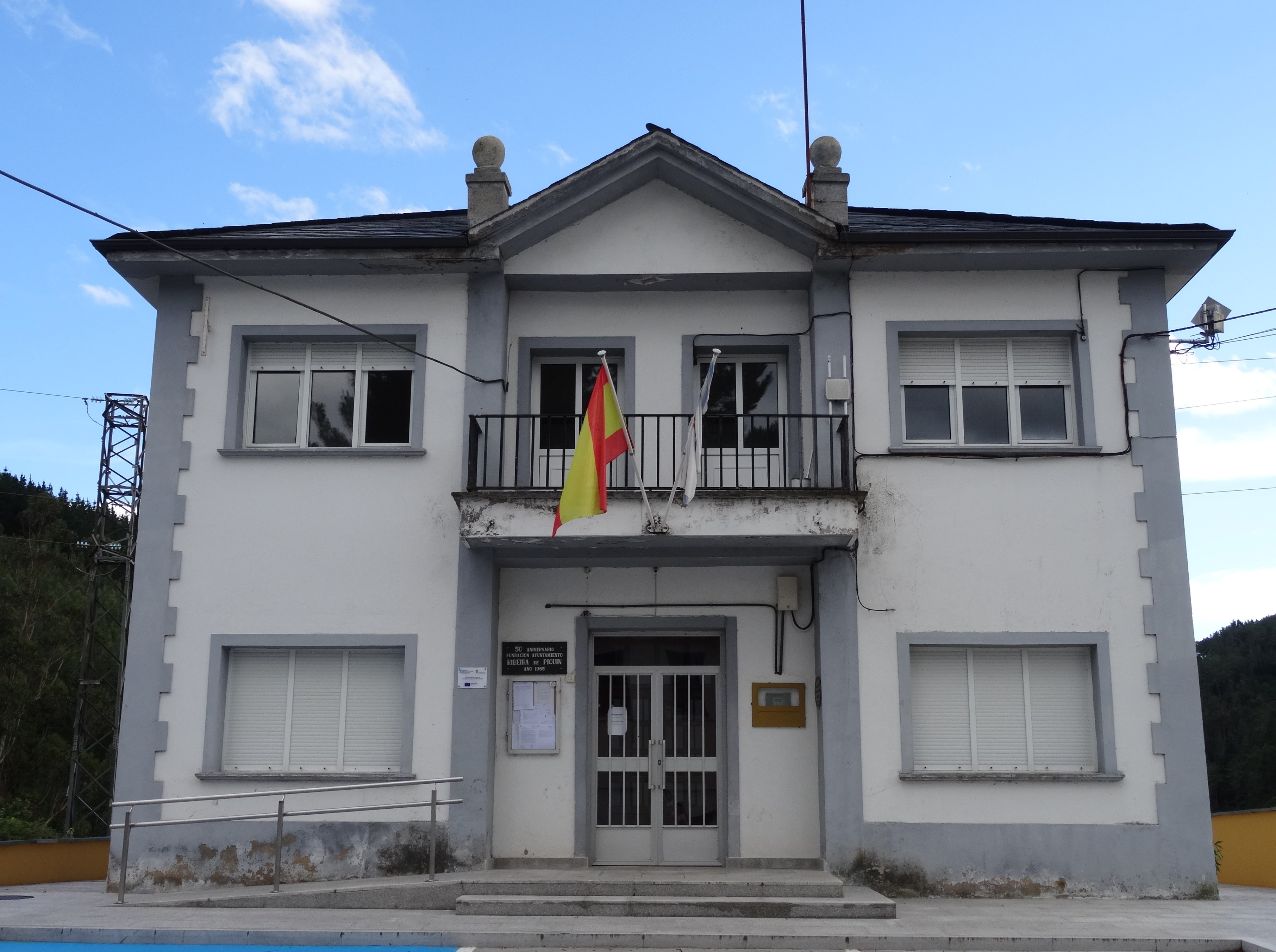
Ратуша
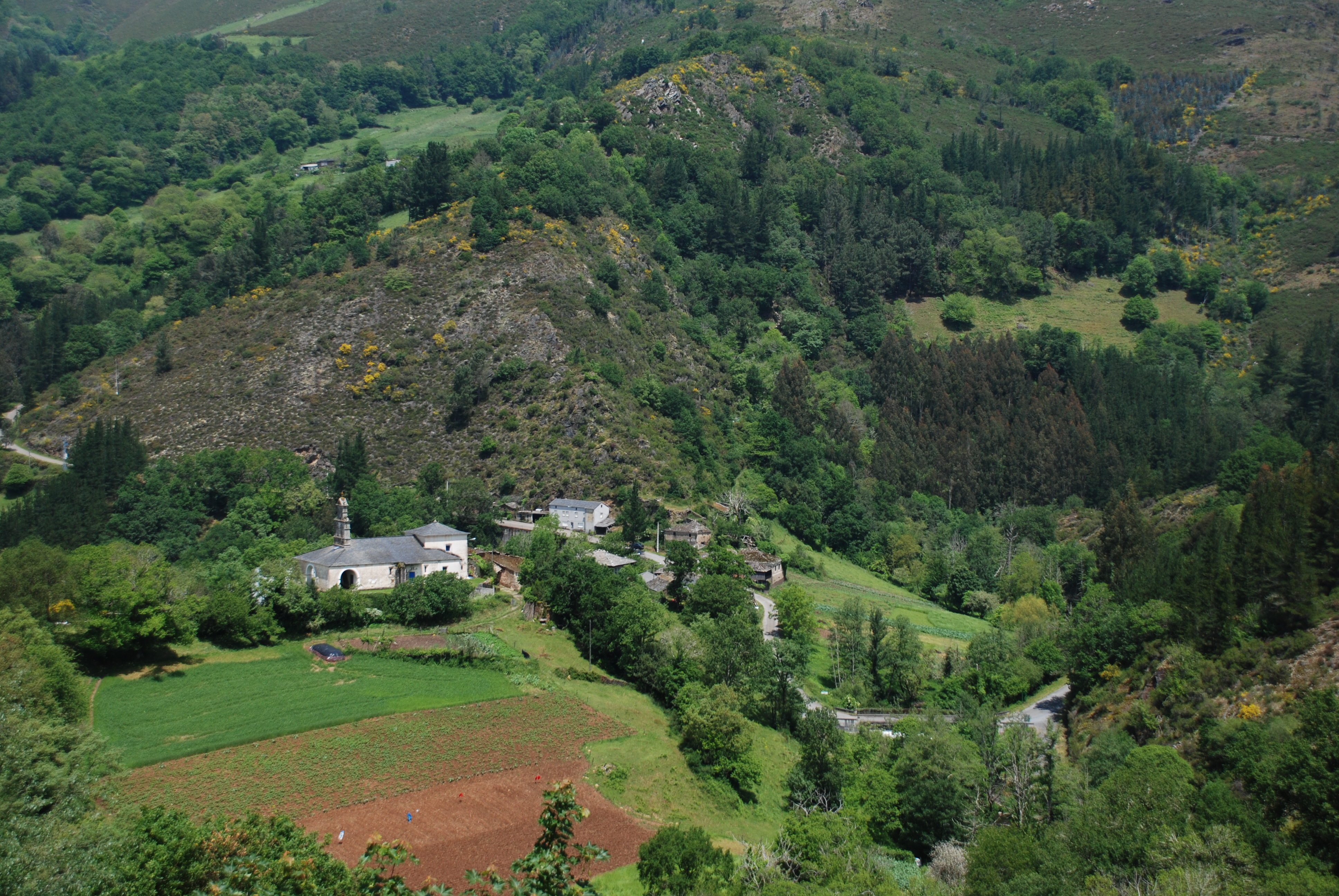
Краєвид
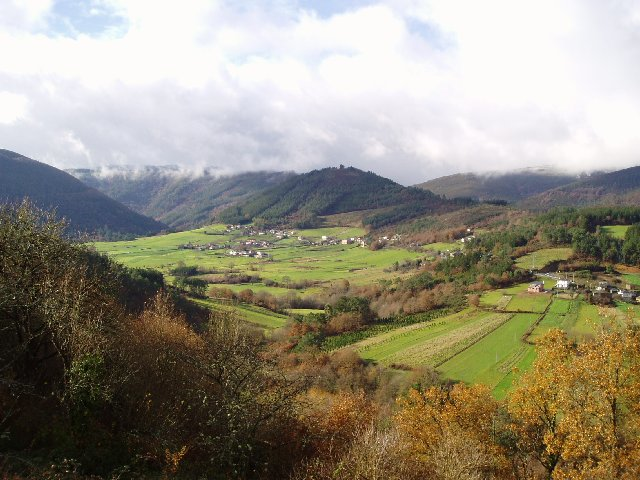
Краєвид

## Демографія
Динаміка населення (INE ):

## Парафії
Муніципалітет складається з таких парафій:
1. Навальйос
2. Ос-Ваос
3. Сан-Шуршо-де-Пікін
4. Санталья
5. Сантьяго-де-Асево

## Релігія
Рібейра-де-Пікін входить до складу Лугоської діоцезії Католицької церкви.